# Sandra Hoffmann (Schriftstellerin)

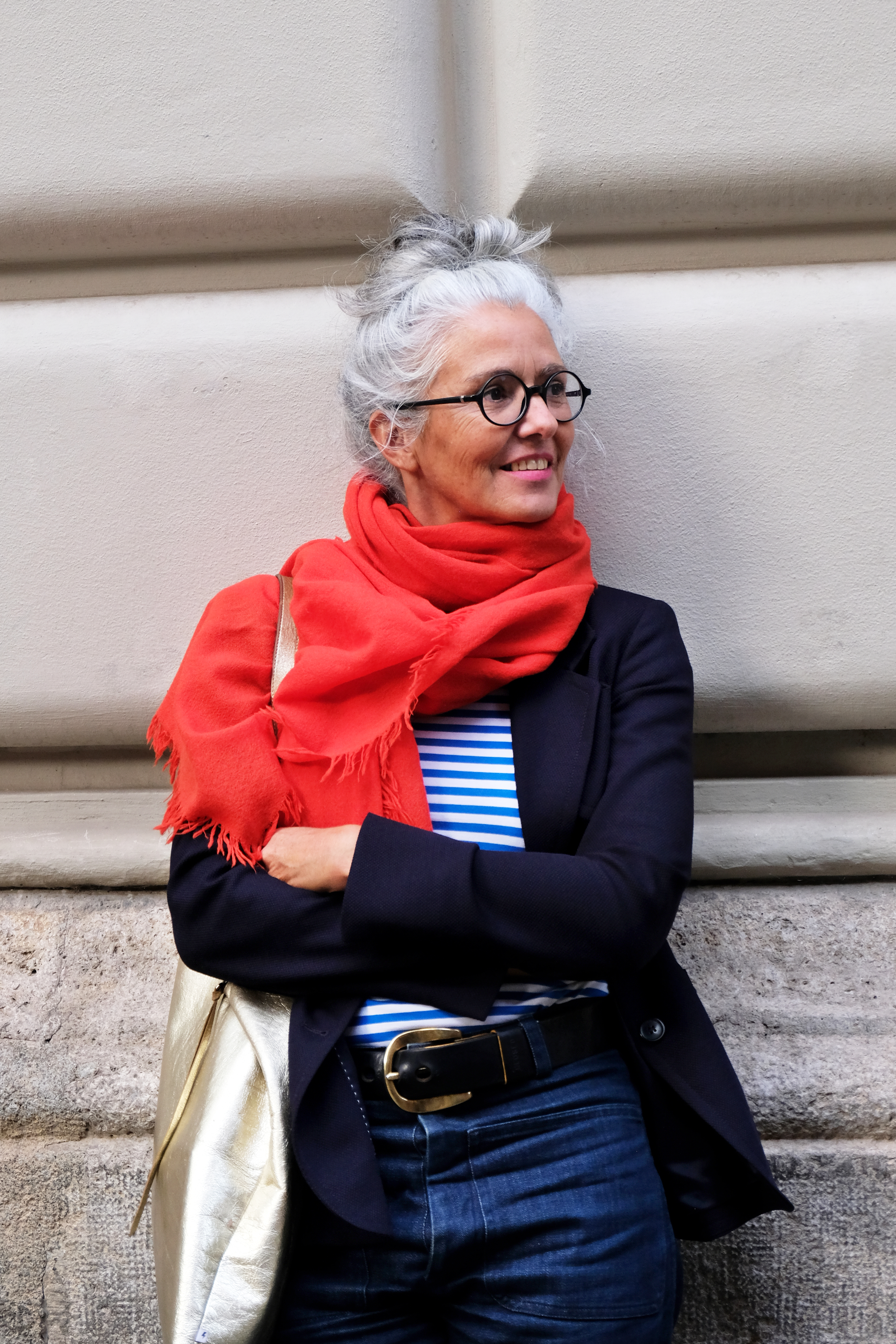
Sandra Hoffmann (2022)

Sandra Hoffmann (* 11. Mai 1967 in Laupheim, Baden-Württemberg) ist eine deutsche Schriftstellerin.

## Leben
Nach einer Ausbildung zur Jugend- und Heimerzieherin war Sandra Hoffmann in der Kinder- und Jugendpsychiatrie tätig. Von 1993 bis 1998 studierte sie Literaturwissenschaft, Mediävistik und Italianistik an der Universität Tübingen; sie schloss das Studium mit dem Magistergrad ab. Von 1998 bis 2002 war sie wissenschaftliche Hilfskraft am Tübinger Lehrstuhl für Komparatistik, seit 2003 ist sie freie Schriftstellerin. Sie organisierte und moderierte 10 Jahre lang die von ihr (zusammen mit Björn Kern) gegründete Lesungsreihe „buch & bühne“ am Landestheater Tübingen. 2004 nahm sie am Ingeborg-Bachmann-Wettbewerb in Klagenfurt teil. Seit 2010 ist sie Lehrbeauftragte am Zentrum für Angewandte Kulturwissenschaften und Studium Generale (ZAK) des Karlsruher Instituts für Technologie (KIT). Sandra Hoffmann schreibt als freie Autorin für Die Zeit. Außerdem schreibt sie Radiofeatures und andere Texte für den Hörfunk, unterrichtet in Schreibwerkstätten und Seminaren u. a. am Literaturhaus München, der Bayerischen Akademie des Schreibens, an Goethe-Instituten.
Für ihre Erzählungen und Romane wurde sie vielfach ausgezeichnet.
Zuletzt erhielt sie für ihren Roman Paula, der bei V&Q Books – übersetzt von Katy Derbyshire – auch in englischer Sprache erschien, den Hans-Fallada-Preis der Stadt Neumünster.
Sandra Hoffmann lebt mit ihrem Mann, dem Schriftsteller Armin Kratzert, in München und in einem Dorf in Niederbayern.

## Auszeichnungen
- Stipendium des Künstlerhauses Villa Waldberta
- 2002: Stipendium der Stiftung Künstlerdorf Schöppingen
- 2005: Förderpreis zum Erik-Reger-Preis und Georg-K.-Glaser-Preis
- 2005: Stipendium des Künstlerhauses Edenkoben
- 2006: Stadtschreiberin in Mumbai im Rahmen des Projekts AKSHAR des Goethe-Institutes und der Literaturhäuser
- 2009: Förderpreis zum Mörike-Preis der Stadt Fellbach
- 2012: Thaddäus-Troll-Preis[3]
- 2014: Literaturstipendium des Freistaats Bayern[4]
- 2015: Arbeitsstipendium des Deutschen Literaturfonds
- 2018: Hans-Fallada-Preis 2018 für Paula
- 2020/2024: Arbeitsstipendium für Münchner Autorinnen und Autoren[5]
- 2022: Arbeitsstipendium des Freistaats Bayern für Schriftstellerinnen und Schriftsteller[6]

## Werke
- Schwimmen gegen Blond, C.H.Beck, München 2002.
- Den Himmel zu Füßen, C.H.Beck, München 2004.
- Liebesgut, C.H.Beck, München 2008.
- Was ihm fehlen wird, wenn er tot ist, Hanser, Berlin 2012.
- Paula, Hanser, Berlin 2017, ISBN 978-3-446-25788-7.
- Das Leben spielt hier, Hanser, München 2019
- Jetzt bist du da, Berlin Verlag, Berlin 2023

## Hörfunksendungen
- Aloha, Alter, 53 min, BR 2019[7]
- Die neue Lust am Nature-Writing, SWR 2020[8]
- Wie Künstlerpaare ihre Beziehungen leben, 53 min, BR 2021[9]
- Neustart im Gourmet-Tempel – Kann Sternekoch Benjamin Chmura das legendäre Tantris neu erfinden? 52 min, BR 2021[10]
- Ich bin noch da – Und Sie?, 61 min, SWR 2022[11]

## Essays und Kolumnen
- Draussen – Ein Album, Literaturportal Bayern, 2. Februar 2021 ff[12]